# Tokyo Calling (新しい学校のリーダーズの曲)
「Tokyo Calling」（トーキョー・コーリング）は、新しい学校のリーダーズの楽曲。2023年10月20日に配信限定シングルとしてリリースされた。

## 概要
前作「マ人間」より約2か月半後のリリース。
ミュージックビデオの監督には、配信限定シングル「NAINAINAI」を担当した映像作家のPennackyが再び起用された。1950年代の日本の特撮を彷彿させる映像は、特捜隊に扮したメンバーが人々の悩みに応えるため腕のデバイスで救援を叫ぶと、東京に降臨した巨大な4人がポジティブなエネルギーを放ち解決に導くという内容になっている。作中ではSUZUKA以外の3人が会社員、大学生、主婦を演じ、それぞれ転身して蕎麦屋、猫カフェ、キャバクラでアルバイトを始める様子が描かれている。
同年12月18日にはJO1の「Tiger」と「Tokyo Calling」のコラボダンスがそれぞれの公式TikTokで披露された。
2024年4月、アメリカで開催される世界最大級の音楽フェス「コーチェラ・フェスティバル2024」に出演した際は、和太鼓奏者や世界的に有名なマーチングバンドであるUSC Trojan Marching Bandを引き連れ、間奏部分などにアレンジが施された特別な演出で披露された。その後もライブなどで共演して披露される事がある。